# Ostpreußisches Freiwilligenkorps
Das Ostpreußische Freiwilligenkorps war ein Freikorps, das nach dem Ersten Weltkrieg im Januar 1919 aufgestellt wurde. Es sollte die Grenzen Ostpreußens sichern und ein Gegengewicht zur revolutionären Volksmarinedivision bilden. Der Kommandierende General Ludwig von Estorff beauftragte Major i. G. a. D. von Weiß mit der Aufstellung der Freiwilligenverbände.

## Hintergrund
Anlass für die Aufstellung war der mangelnde Schutz der deutschen Ostgrenze nach dem Ersten Weltkrieg und der Novemberrevolution. In Kurland hatten sich Soldaten der ehemaligen 8. Armee zum Aufhalten russischer Truppen in der „Eisernen Brigade“ gesammelt und mit der Baltischen Landeswehr Freiwilligen-Verbände gebildet, die allerdings aus kaum tausend Mann bestanden. Die nur aus schwachen Feldwachen bestehende Front erstreckte sich längs der Windau von Libau bis Litauen. Mit ihrem Zerbrechen wurde die Besetzung ganz Ostpreußens binnen weniger Tage befürchtet. Am 29. November 1918 bildete sich in Königsberg eine „Republikanische Armee und Marine-Volkswehr“. In Allenstein schoss die Rote Volkswehr am 30. Dezember 1918 in heimkehrende Fronttruppen (1. Masurisches Feldartillerie-Regiment Nr. 73), weil sie rote Fahnen ablehnten; es gab 2 Tote und 16 Verwundete. Daraufhin entstand dort am 7. Januar 1919 die Freiwillige Jägerschar „Gerth“.
Die Regierung hatte schon im Dezember 1918 allgemeine Aufrufe zur Bildung von Freiwilligenformationen zum Schutze der Grenze erlassen. Während der Novemberrevolution hatte sich in Königsberg die revolutionäre Volksmarinedivision gebildet. Im Königsberger Schloss einquartiert, war sie die einzige bewaffnete Macht in Ostpreußens Hauptstadt. Nun wurde vielfach befürchtet, dass die Volksmarinedivision bei einem Einmarsch russischer Truppen mit diesen zusammengehen könnte, um auch in Deutschland eine bolschewistische Revolution durchzusetzen.
Am 12. Januar 1919 demonstrierte die Königsberger Bevölkerung für die Bildung von Freiwilligen-Formationen zum Schutz Ostpreußens. Die Rote Marinewehr schoss in die Kundgebung; es gab zwei Tote. In den Tageszeitungen und auf Anschlagsäulen wurde zum Eintritt in die neuen Verbände aufgefordert. Am 16. Januar 1919 versammelten sich die Studenten in der Universität und beschlossen, die Vorlesungen nicht mehr zu besuchen, da die meisten von ihnen an der Verteidigung der Provinz teilnehmen wollten. Die Universität stellte ihren Lehrbetrieb nicht sofort ein, weil die älteren Studenten vieles nachzuholen hatten und nicht geschädigt werden sollten. Ein Teil von ihnen war außerdem nicht mehr kriegsverwendungsfähig. Der Beschluss der Studentenschaft stellte klar, dass auch die Freiwilligen wie Kriegsteilnehmer behandelt werden müssten.

## Rekrutierung und Struktur
Am 17. Januar 1919 erschienen die ersten Ausführungsbestimmungen zur Bildung eines Ostpreußischen Freiwilligenkorps. Am 18. Januar 1919 erging der Befehl zu seiner Gründung. Am 5. Februar 1919 wurde eine Haff- und Flussflottille aufgestellt. Die Kreise der Provinz wurden den alten Regimentern des alten I. Armeekorps zugeteilt: zum Beispiel I. Freiwilligen-Bataillon Grenadier-Regiment 1 in Wehlau und Allenburg, die MG-Kompanie in Popelken; das II. Bataillon in Labiau, Mehlauken, Neuhausen und Kalthof;  1. Freiwilligen-Kompanie Pionier-Bataillon 18 in Allenburg, Kreis Wehlau; 1. Freiwilligen-Eskadron Kürassier-Regiment 3 in Adl. Neuendorf. Es wurde von den zurückgekehrten Feldtruppen aufgestellt. Jedes Infanterie-Regiment hatte ein Bataillon dieser Zeitfreiwilligen, während es bei der Kavallerie mehrere Schwadronen und bei der Artillerie im Allgemeinen mehrere Batterien bei den einzelnen Regimentern gab. Um die Freiwilligen dem revolutionären Einfluss zu entziehen, wurden die Einheiten grundsätzlich nicht in den Garnisonen, sondern in größeren Dörfern, Remonteämtern und anderen Plätzen mit Unterkunftsmöglichkeiten aufgestellt.
Außer den Berufssoldaten trafen sich dort Angehörige des Jahrgangs 1901, der im Krieg noch nicht zum Waffendienst aufgerufen worden war. Die Mannschaftsbestände setzten sich in erster Linie aus Schülern, Bauernsöhnen und jungen Leuten zusammen, die zu Hause entbehrlich waren. Die Freiwilligen verpflichteten sich für drei Monate. Nach Ablauf dieser Zeit waren sie auf Antrag zu entlassen. Zum ersten Mal in der deutschen Militärgeschichte wurde eine weibliche Truppe aufgestellt und als Nachrichtenabteilung dem Freiwilligenkorps angegliedert.
Am 15. März 1919 hatte das Ostpreußische Freiwilligenkorps eine Stärke von 13 Bataillonen, 10 Eskadrons, 12 leichten und  schweren Artillerieabteilungen mit 15.024 Mann. Das Ärmelabzeichen war die ostpreußische Elchschaufel.

## Bedeutung
Am 2. März 1919 wurde der Aufruhr der Roten Sicherheitswehr in Lötzen niedergeschlagen. Am 7. März 1919 wurden Pillau und Sensburg befriedet. Trotz aller Spannungen blieb es in Königsberg im Allgemeinen ruhig. Die Wahl zur Deutschen Nationalversammlung am 19. Januar 1919 wurde nicht gestört. Dasselbe galt für die Wahl zum Preußischen Landtag eine Woche später und für die spätere Wahl der Stadtvertretung. Nach schweren Kämpfen mit 25 Toten besetzten Einheiten des Ostpreußischen Freiwilligenkorps am 3. März 1919 die militärischen Anlagen Königsbergs; sie sicherten die Behörden und Versorgungsbetriebe. Im Hintergrund stand weiterhin die Bürgerwehr, die sich Reserve-Regiment Königsberg nannte. Von ihr wurden alle Kriegsteilnehmer erfasst, die gewillt waren, die deutschen Anhänger der russischen Oktoberrevolution nicht an die Macht kommen zu lassen. Am 15. März 1919 wurde das Ostpreußische Freiwilligenkorps in die Reichswehr übergeleitet. Das „Regiment Königsberg“ mit Infanterie, Kavallerie und Artillerie wurde der Stamm der 1. Division.